# Kunzea praestans
Kunzea praestans är en myrtenväxtart som beskrevs av Johannes Conrad Schauer. Kunzea praestans ingår i släktet Kunzea och familjen myrtenväxter. Inga underarter finns listade i Catalogue of Life.